# Saint-Georges-le-Fléchard
Saint-Georges-le-Fléchard és un municipi francès situat al departament de Mayenne i a la regió de País del Loira. L'any 2007 tenia 326 habitants.

## Demografia

### Població
El 2007 la població de fet de Saint-Georges-le-Fléchard era de 326 persones. Hi havia 104 famílies de les quals 18 eren unipersonals (9 homes vivint sols i 9 dones vivint soles), 27 parelles sense fills, 54 parelles amb fills i 5 famílies monoparentals amb fills.
La població ha evolucionat segons el següent gràfic:
Habitants censats

### Habitatges
El 2007 hi havia 127 habitatges, 109 eren l'habitatge principal de la família, 15 eren segones residències i 3 estaven desocupats. 124 eren cases i 2 eren apartaments. Dels 109 habitatges principals, 78 estaven ocupats pels seus propietaris i 31 estaven llogats i ocupats pels llogaters; 1 tenia una cambra, 5 en tenien dues, 9 en tenien tres, 26 en tenien quatre i 68 en tenien cinc o més. 79 habitatges disposaven pel capbaix d'una plaça de pàrquing. A 39 habitatges hi havia un automòbil i a 63 n'hi havia dos o més.

### Piràmide de població
La piràmide de població per edats i sexe el 2009 era:
| Homes | Edats   | Dones |
| ----- | ------- | ----- |
| 0     | 95 o +  | 0     |
| 0     | 90 a 94 | 0     |
| 0     | 85 a 89 | 4     |
| 0     | 80 a 84 | 0     |
| 0     | 75 a 79 | 4     |
| 8     | 70 a 74 | 0     |
| 0     | 65 a 69 | 8     |
| 4     | 60 a 64 | 4     |
| 0     | 55 a 59 | 0     |
| 8     | 50 a 54 | 8     |
| 20    | 45 a 49 | 8     |
| 4     | 40 a 44 | 8     |
| 8     | 35 a 39 | 0     |
| 8     | 30 a 34 | 12    |
| 12    | 25 a 29 | 12    |
| 12    | 20 a 24 | 4     |
| 8     | 15 a 19 | 12    |
| 4     | 10 a 14 | 8     |
| 4     | 5 a 9   | 16    |
| 4     | 0 a 4   | 12    |

## Economia
El 2007 la població en edat de treballar era de 197 persones, 155 eren actives i 42 eren inactives. De les 155 persones actives 140 estaven ocupades (82 homes i 58 dones) i 16 estaven aturades (2 homes i 14 dones). De les 42 persones inactives 8 estaven jubilades, 17 estaven estudiant i 17 estaven classificades com a «altres inactius».

### Ingressos
El 2009 a Saint-Georges-le-Fléchard hi havia 119 unitats fiscals que integraven 359,5 persones, la mediana anual d'ingressos fiscals per persona era de 15.235 €.

### Activitats econòmiques
Dels 4 establiments que hi havia el 2007, 2 eren d'empreses de comerç i reparació d'automòbils, 1 d'una empresa de transport i 1 d'una entitat de l'administració pública.
L'únic establiment comercial que hi havia el 2009 era una botiga de material esportiu.
L'any 2000 a Saint-Georges-le-Fléchard hi havia 28 explotacions agrícoles que ocupaven un total de 354 hectàrees.

## Equipaments sanitaris i escolars
El 2009 hi havia una escola elemental.

## Poblacions més properes
El següent diagrama mostra les poblacions més properes.